# Søren Pind

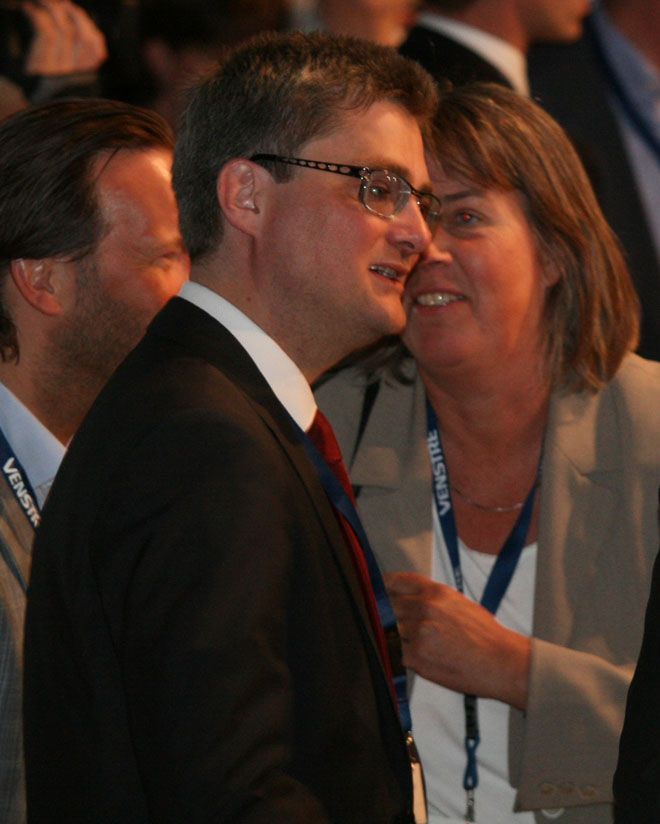
Søren Pind (2009)

Søren Pind (* 20. November 1969 in Herning) ist ein dänischer Politiker der Partei Venstre und war in der Regierung Lars Løkke Rasmussen II Justizminister.

## Leben
Søren Pind studierte in Kopenhagen Jura und schloss das Studium 1997 mit dem Master ab. Von 1999 bis 2005 arbeitete er als Tutor an der Universität, 1997 und 1998 war er kurz für Waterfront Communications tätig.
Bereits 1986 war er für die jungen Liberalen, die Jugendorganisation von Venstre, tätig, saß von 1994 bis 2008 im Stadtrat von Kopenhagen und war dort für das Baudezernat verantwortlich. Vom 23. Februar bis 8. März 2011 diente Pind der Regierung Lars Løkke Rasmussen I als Minister für Entwicklungshilfe und vom 8. März bis 3. Oktober 2011 Minister für Integration und Entwicklungshilfe. Im Kabinett Løkke Rasmussen II übernahm er den Posten des Justizministers.